# Daniela Klette
Daniela Marie Luise Klette (Karlsruhe, 5 de novembre de 1958) és una activista política d'esquerra alemanya, presumpta exmilitant de la tercera generació de la Fracció de l'Exèrcit Roig (RAF). Va passar a la clandestinitat a la dècada de 1990 i va ser arrestada el febrer de 2024.

## Activisme
Klette va estar activa en grups d'esquerra a la dècada de 1970 com ara: Rote Hilfe, el moviment anti-OTAN i iniciatives contra la construcció de la pista 18 West a l'aeroport de Frankfurt.
Klette és un presumpte membre de la tercera generació de la Fracció de l'Exèrcit Roig actiu durant les dècades de 1980 i 1990. Klette és sospitosa del tiroteig contra l'ambaixada dels Estats Units a Bonn de 1991 i l'atac amb explosius contra la presó de Weiterstadt de 1993, a l'estat de Hesse, quan encara estava en fase de construcció. A la dècada de 1990, Klette va passar a la clandestinitat. El 1999, Burkhard Garweg, Ernst-Volker Staub i Klette van ser els principals sospitosos d'haver robat 1 milió de marcs alemanys d'un vehicle blindat a Duisburg.
Coneguts per la premsa com a «pensionats de la RAF», Staub, Garweg i Klette també estan associats a diversos robatoris als anys 2000 i 2010: a Bochum-Wattenscheid (27/12/2006), Wolfsburg (28/12/2006), Cremlingen (25/06/2016) i Stuhr (06/06/2015). Des del 2015 la fiscalia alemanya investigava els tres per intent d'homicidi i diversos robatoris amb agreujament en temptativa i finalització entre 1999 i 2016. El 2016, tres alemanys que coincideixen amb la seva descripció van ser arrestats per error per la policia neerlandesa després de llogar una masia prop de Medemblik, al nord dels Països Baixos. L'Oficina Federal de Policia Criminal (Bundeskriminalamt) va fer una crida pública d'informació que conduís a la seva detenció, o la dels còmplices Burkhard Garweg i Ernst-Volker Staub, oferint una recompensa de 150.000 euros. La policia la va trobar després d'un avís fet pel públic el novembre del 2023. Al febrer de 2024 no estava clar encara com va aconseguir mantenir-se en la clandestinitat durant 30 anys.

## Detenció
El 26 de febrer de 2024 va ser arrestada sense resistència a Berlín per l'Oficina Estatal de Policia Criminal (Landeskriminalamt) de la Baixa Saxònia i la policia de Berlín. Va ser acusada de participar en sis robatoris a mà armada en què es van robar milions d'euros i almenys un intent d'homicidi. Els delictes s'havien comès entre el 1999 i el 2016. Burkhard Garweg i Ernst-Volker Staub també van estar implicats. Klette vivia al cinquè pis de Sebastianstrasse 73, amb el nom encobert de «Claudia Ivone» i un passaport italià. També tenia un compte de Facebook.
Es va assenyalar que Khesrau Behroz i l'investigador de Bellingcat Michael Colborne podrien haver trobat la seva foto com a «Claudia Ivone» en un club de capoeira de Kreuzberg, utilitzant el programari de biometria facial PimEyes per al pòdcast Legion: Most Wanted. Es va afirmar que era il·legal que la policia utilitzés aquest tipus de programari en les seves investigacions. Klette no va fer declaracions sobre les denúncies formulades contra ella ni sobre els companys de la RAF.

## Cobertura mediàtica
La seva detenció va ser notícia principal a tots els mitjans alemanys durant dies. Les autoritats de la Baixa Saxònia van oferir una roda de premsa en directe anunciant la detenció d'una antiga militant de la RAF, que feia 30 anys que estava en cerca. La ministra de l'Interior de la Baixa Saxònia, Daniela Behrens (SPD) va parlar d'una «fita» en la història del crim alemany. El cap de l'Oficina Estatal de Policia Criminal de la Baixa Saxònia va qualificar la detenció d'«obra mestra».
Segons l'historiadora Petra Terhoeven, el reportatge tenia trets de bulevard. El Der Tagesspiegel va descriure amb detall el mobiliari normal de l'apartament d'una habitació de Klette.